# Zenithoptera viola
Zenithoptera viola är en trollsländeart som beskrevs av Friedrich Ris 1910. Zenithoptera viola ingår i släktet Zenithoptera och familjen segeltrollsländor. IUCN kategoriserar arten globalt som livskraftig. Inga underarter finns listade i Catalogue of Life.